# Las Bawarski
Las Bawarski (niem. Bayerischer Wald, Bayrischer Wald, Bayerwald, baw. Boarischa Woid, Bayerwoid) - określenie stosowane na bawarską część makroregionu fizycznogeograficznego Szumawy znajdującego się na terenie Czech, Austrii i Niemiec. Najwyższym szczytem jest Großer Arber (1456 m n.p.m.).

## Geografia
Las Bawarski jest położony na północ od Dunaju między Ratyzboną a Pasawą w rejencjach Dolna Bawaria i Palatynat Górny. Charakteryzuje się szerokimi grzbietami i stromymi stokami oraz rozczłonkowanymi dolinami. Mimo stosunkowo niedużych wysokości wyżej położone tereny wykazują formy polodowcowe jak cyrki, jeziora, karoidy, czy moreny.

### Regionalizacja
Geografia niemiecka wyróżnia siedem mezoregionów (niem. Naturraum-Einheiten) o różnym charakterze. Najwyższy jest Tylny Las Bawarski (niem. Hinterer Bayerischer Wald lub Böhmerwald) który jest oddzielony od Przedniego Lasu Bawarskiego (niem. Vorderer Bayerischer Wald) Obniżeniem Regen (niem. Regensenke). Zespół podgórzy oddziela zaś Przedni Las Bawarski od północnej części Wyżyny Bawarskiej (niem. Alpen Vorland, dosł. Przedgórze Alp).

#### Tylny Las Bawarski
Pasmo górskie ciągnące się wzdłuż granicy Bawarii i Czech. Jest najwyższą częścią Lasu Bawarskiego, które razem z czeską i austriacką kontynuacją tworzy pasmo Szumawy właściwej, zwanej też w krajach niemieckojęzycznych Böhmerwald. Ma on postać wyniesionego nad okolicę płaskowyżu o wysokościach 1100–1456 m n.p.m. Tu znajduje się najstarszy niemiecki park narodowy powstały w 1970 r.

#### Obniżenie Regen
Jest to wyraźnie niższy pagórkowaty region jaki rozdziela Tylni oraz Przedni Las Bawarski z Pogórzem Falkensteinskim. Swoją nazwę bierze od rzeki Regen przepływającej przez jej środek. Obniżenie jest przecięte przez charakterystyczny pas skałek kwarcowych określany jako Pfahl. Największą miejscowością jest Regen, ponadto Viechtach, Bad Kötzting, częściowo Zwiesel.

#### Przedni Las Bawarski
Przedni Las Bawarski (niem. Vorderer Bayerischer Wald) jest zalesionym pasmem górskim ciągnącym się przez około 50 km równolegle do Dunaju i Tylnego Lasu Bawarskiego między Rattenbergiem a Schönbergiem. Wyraźnie wystaje nad otaczające je pogórza i jest widoczne od strony Wyżyny Bawarskiej. Wysokości bezwzględne dochodzą do 1121 m n.p.m. (Einödriegel). Nazwę tę w potocznej mowie często rozszerza się na sąsiadujące podgórza. Historycznie nazwa „Las Bawarski” dotyczyła właśnie tego pasma.
Przedni Las Bawarski składa się z trzech mniejszych części: wschodniej (Brotjacklriegel, 1011 m n.p.m.), środkowej Riegelgebirge (Einödriegel, 1121 m n.p.m.) i zachodniej (Hirschenstein, 1095 m n.p.m.). W najniższych miejscach przecinają je drogi federalne B11 i B533 oraz linia kolejowa 5634 łącząca Plattling i Deggendorf z Bayerisch Eisenstein i Czechami.
Bischofsmais i Sankt Englmar są popularnymi miejscowościami turystycznymi znajdującymi się w granicach pasma. Przez pasmo przebija się linia kolejowa z Platting do granicy czeskiej ze stacjami w Grafling i Gotteszell.

#### Podgórze Falkensteinskie
Będące kontynuacją na zachód Przedniego Lasu Bawarskiego Podgórze Falkensteinskie (niem. Falkensteiner Vorwald) ma krajobraz pagórkowaty z pojedynczymi wzgórzami osiągającymi bardziej okazałe rozmiary, osiągając wysokości bezwzględne do 740 m n.p.m. (Büscherl). Ciągnie się wzdłuż Dunaju między Deggendorfem a Ratyzboną. Na jego północno-zachodnim skraju, między Nittenau i Regenstaufem rzeka Regen tworzy malowniczą dolinę o charakterze przełomowym. Ma charakter rolniczy, z wyjątkiem południowo-zachodniego fragmentu między Ratyzboną a Steinach. Na jednym ze wzgórz, w Donaustauf, znajduje się charakterystyczna klasycystyczna budowla znana jako Walhalla.

#### Podgórze Deggendorfskie
Podgórze to (niem. Deggendorfer Vorwald lub Lallinger Winkel) jest obszarem o krajobrazie pagórkowatym na wschód od miasta Deggendorf. Posiada ono kształt półkolistej „zatoki” otoczonej wyraźnie wyższym Przednim Lasem Bawarskim.

#### Pasawski Abteiland i Las Neuburski
Grupowane razem dwa pagórkowate obszary po obu stronach Dunaju w okolicach Pasawy. Abteiland znaczy dosłownie „Kraina Opacka” i jest obniżeniem znajdującym się między Przednim Lasem Bawarskim, Płaskowyżem Wegscheiderskim i Szumawą właściwą. Tu znajdują się dwa ważne miasta w regionie Freyung i Grafenau. Abteiland ma charakter rolniczy i jest odwadniany przez rzekę Ilz.
Las Neuburski (niem. Neuburger Wald) jest zalesionym pasmem wzgórz na południe od Pasawy. Od sąsiadującego obszaru Wyżyny Bawarskiej odróżnia się swoim podłożem geologicznym oraz niemal całkowitym zalesieniem. Jego przedłużeniem po stronie austriackiej jest Sauwald.

#### Płaskowyż Wegscheiderski
Płaskowyż (niem. Wegscheider Hochfläche) jest wyraźnie wyniesionym nad rolniczą okolicą Abteilandu, zalesionym pasmem górskim o wysokościach 800–950 m n.p.m. Znajduje się na pograniczu Bawarii i Austrii, gdzie jego kontynuacją jest Południowe Pogórze Szumawskie.

### Wyróżniające się szczyty
- Großer Arber (1456 m n.p.m.) – najwyższy szczyt Lasu Bawarskiego i całej Krainy Szumawskiej
- Großer Rachel(inne języki) (1452 m n.p.m.) – najwyższy szczyt Parku Narodowego Lasu Bawarskiego
- Lusen(inne języki) (1373 m n.p.m.) – szczyt dominujący nad południową częścią parku narodowego z charakterystycznym gołoborzem
- Dreisesselberg (1332 m n.p.m.) – graniczny szczyt blisko trójstyku granic z charakterystycznymi granitowymi formacjami skalnymi
- Einödriegel(inne języki) (1121 m n.p.m.) – najwyższe wzniesienie Przedniego Lasu Bawarskiego
- Gallner Berg (710 m n.p.m.) – charakterystyczne wzniesienie na Podgórzu Falkensteinskim

### Budowa geologiczna
Las Bawarski zbudowany jest ze skał krystalicznych i metamorficznych typowych dla Masywu Czeskiego. Charakterystyczna wąska linia kwarcytów długa na 150 km znana jako Pfahl dzieli Las Bawarski na dwie części. Jest to dawny uskok tektoniczny powstały między górnym dewonem a górnym karbonem. Skały macierzyste regionu powstały w paleozoiku i w ciągu setek milionów lat przetworzyły się w gnejsy, na których leżą karbońskie i permskie granity.

### Podział administracyjny
Las Bawarski znajduje się w większości w granicach rejencji Dolna Bawaria, powiatach Deggendorf (północna część), Freyung-Grafenau, Pasawa, Regen, Straubing-Bogen (północna część) oraz mieście wydzielonym Pasawa, zaś północno-zachodni fragment w Palatynacie Górnym powiatach Cham (większa część), Ratyzbona (północny wschód), Schwandorf (nieduży fragment na południu wokół Nittenau) i mieście wydzielonym Ratyzbona (wschodni skraj).

### Miasta
Największymi miastami w granicach Lasu Bawarskiego z ludnością przekraczającą 10 tysięcy są:
1. Ratyzbona (152 610, jedynie wschodni skraj miasta na osiedlu Keilberg, centrum znajduje się poza obszarem Lasu Bawarskiego)
2. Pasawa (52 469)
3. Deggendorf (33 585)
4. Cham (16 907)
5. Hauzenberg (11 649)
6. Regen (11 001)
7. Waldkirchen (10 534)

## Przyroda
Las Bawarski wyróżnia się swoją różnorodnością i bogactwem przyrodniczym w skali całego kraju. Na jego terenie powołano w 1970 r. pierwszy park narodowy w Niemczech. Najcenniejsze są torfowiska, potoki górskie, czy odradzający się bez pomocy człowieka las. Góry są znane z występowania rysiów.
Wyższe partie regionu są zalesione, tworząc jeden z większych zalesionych terenów w Niemczech, natomiast podgórza i doliny mają charakter rolniczy.

## Turystyka
Las Bawarski jest popularnym kierunkiem turystycznym. Liczne miejscowości mają status uzdrowisk, a urozmaicony krajobraz przyciąga miłośników turystyki aktywnej. Park narodowy, powołany w 1970 roku, przyciąga około 1,3 mln turystów rocznie. Chętnie odwiedzane są też miejscowości położone wzdłuż południowej krawędzi regionu, jak Ratyzbona (której historyczne centrum jest wpisane na listę światowego dziedzictwa UNESCO), Deggendorf, czy Pasawa.

### Kurorty
Status kurortu mają następujące miejscowości:
- Arrach
- Bad Kötzting
- Bayerisch Eisenstein
- Bodenmais
- Eging am See
- Falkenstein
- Freyung
- Grafenau
- Hauzenberg
- Kellberg-Thyrnau
- Lam
- Mitterfels
- Regen
- Sankt Englmar
- Schönberg
- Thurmansbang
- Viechtach
- Waldkirchen
- Waldmünchen
- Zwiesel

## Galeria

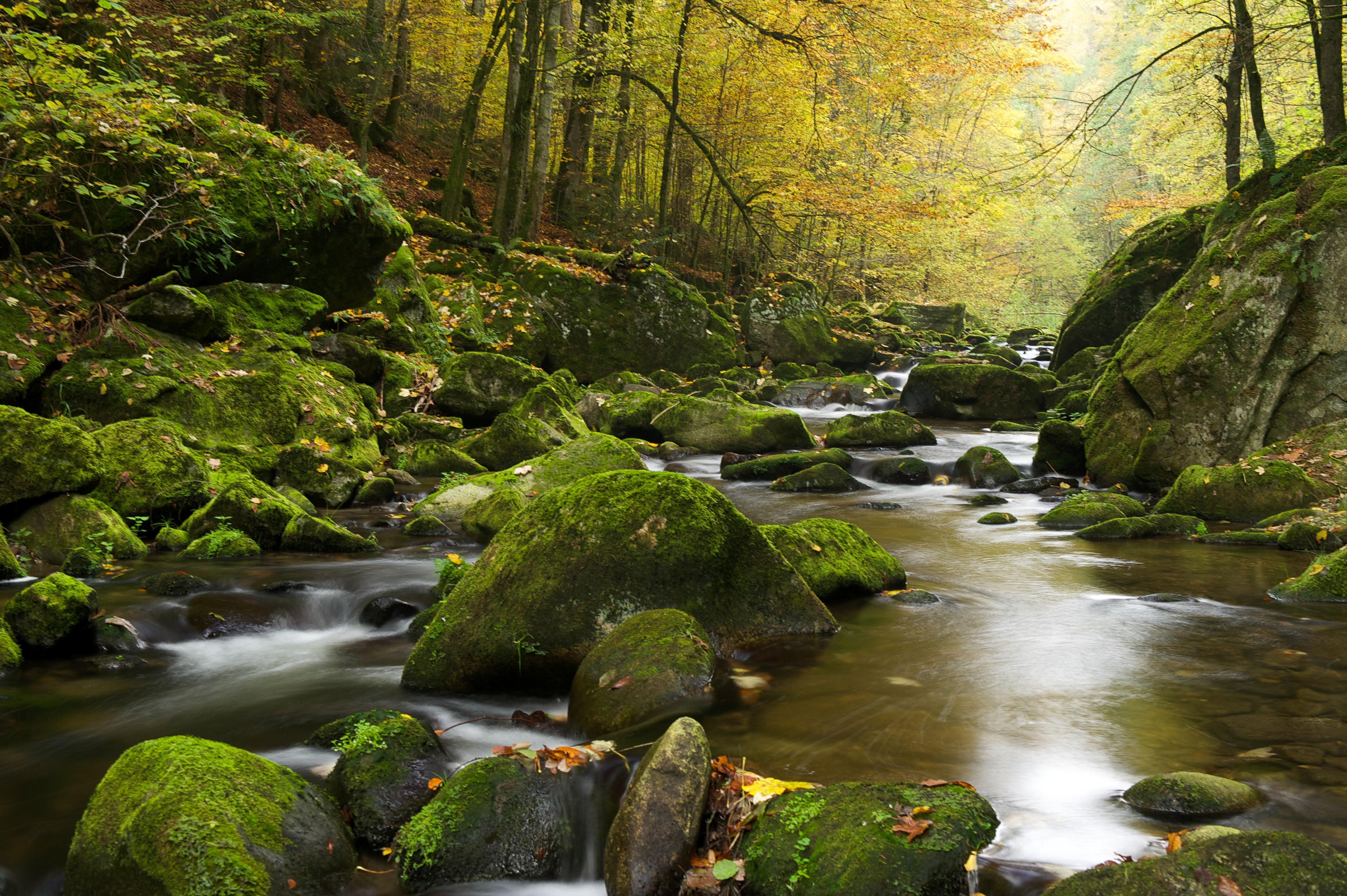
Wąwóz Buchberger Leite między Freyung a Ringelai
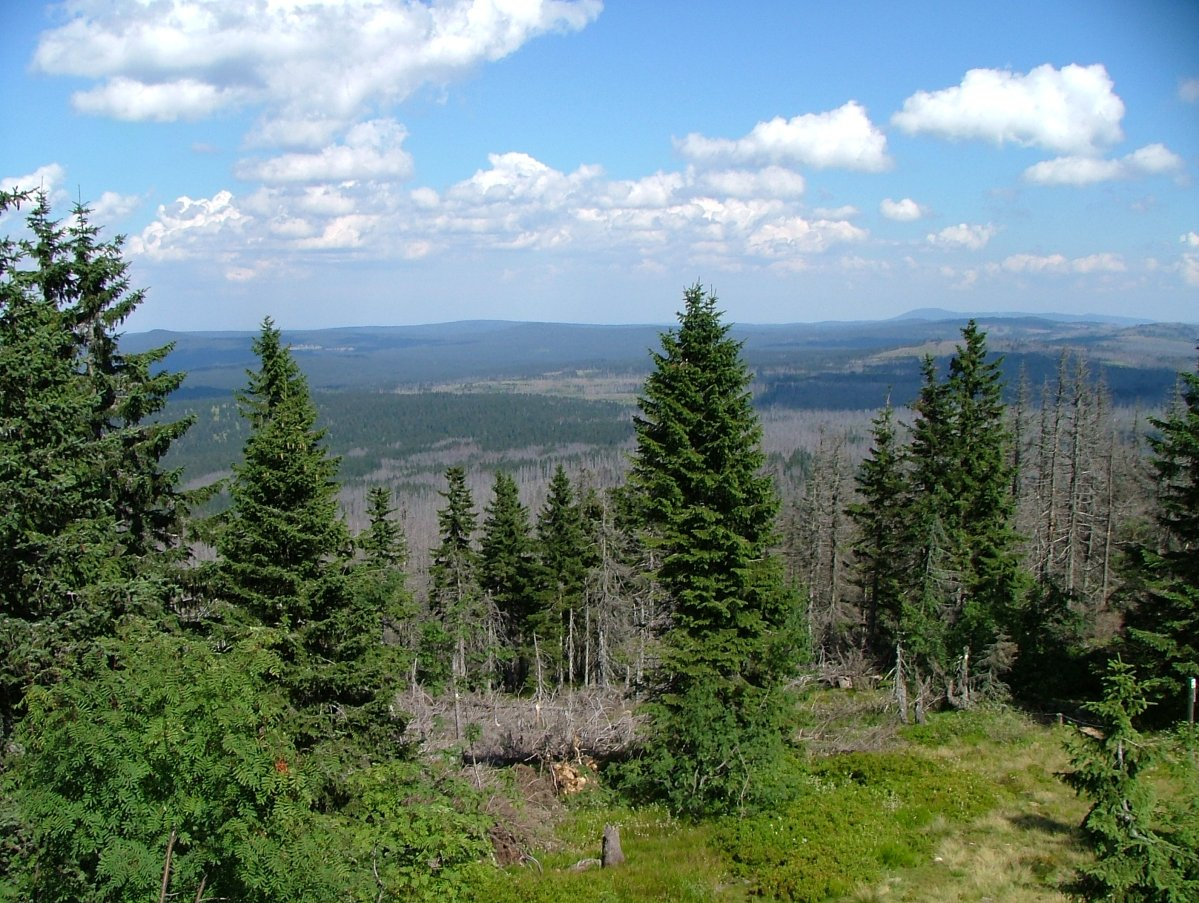
Tylny Las Bawarski
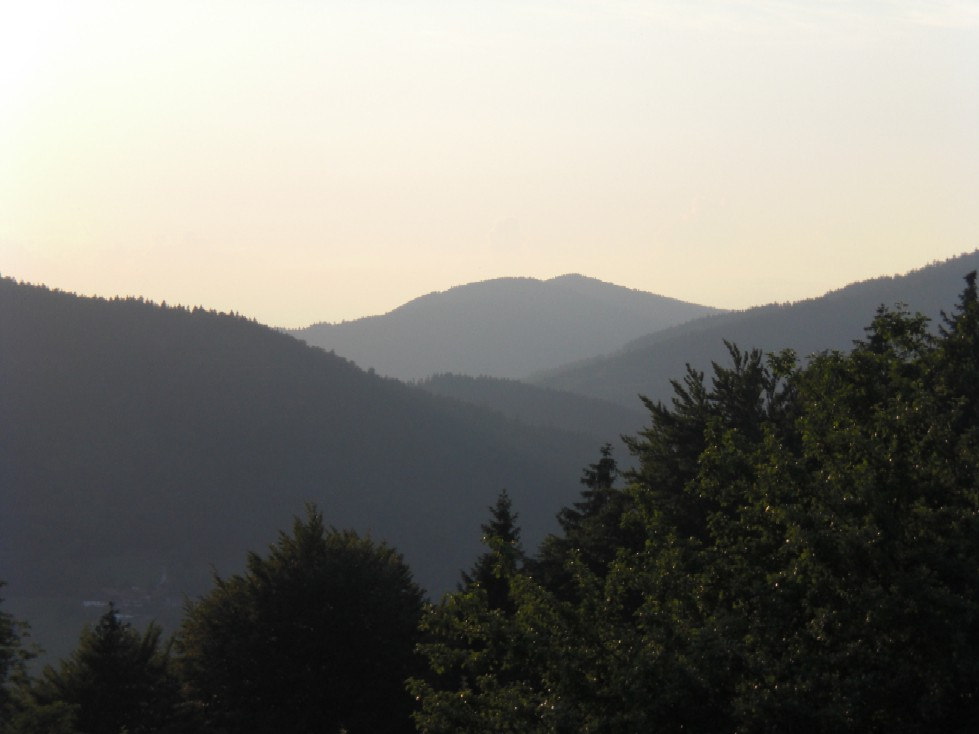
Vogelsang w Przednim Lesie Bawarskim
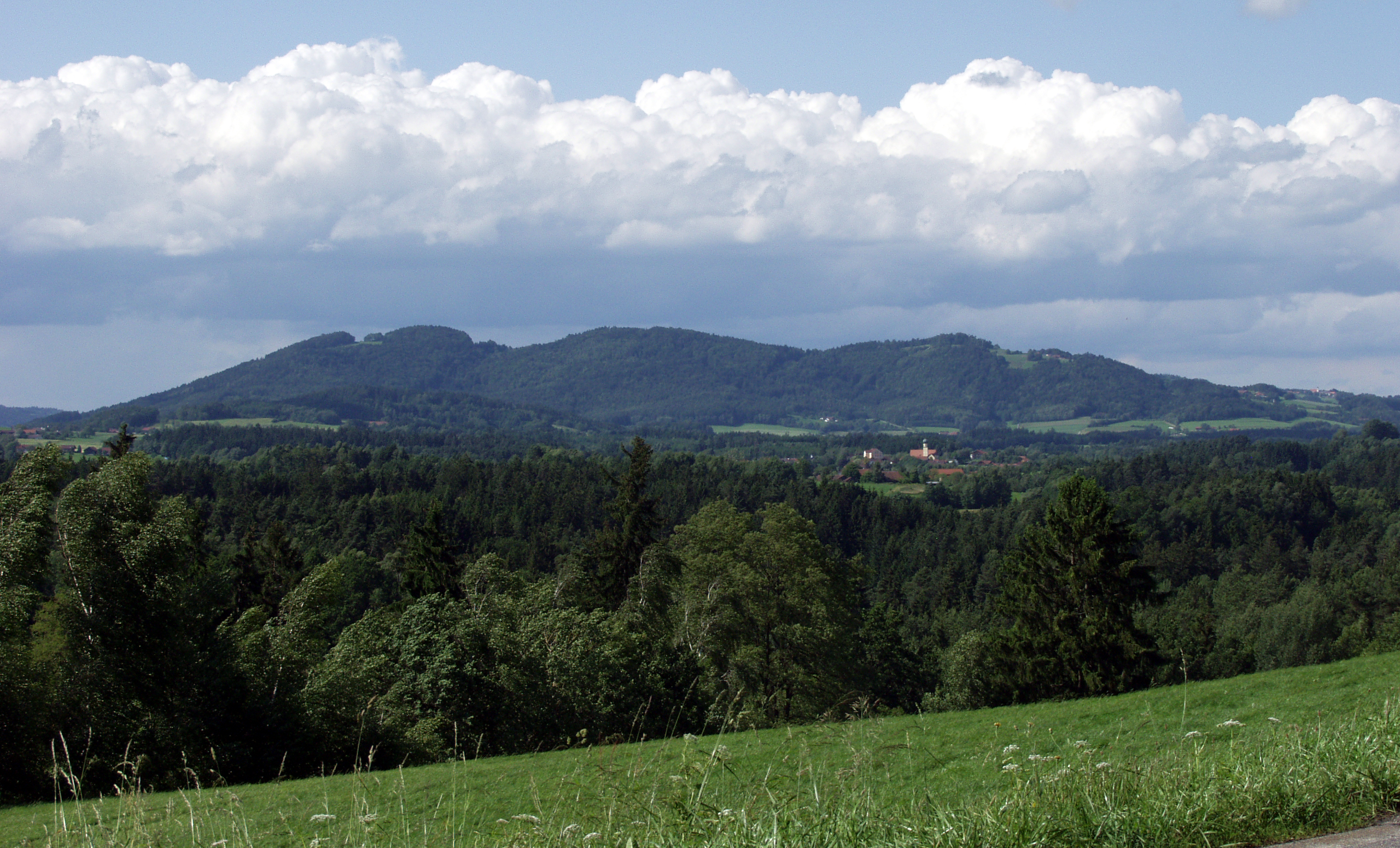
Gallner
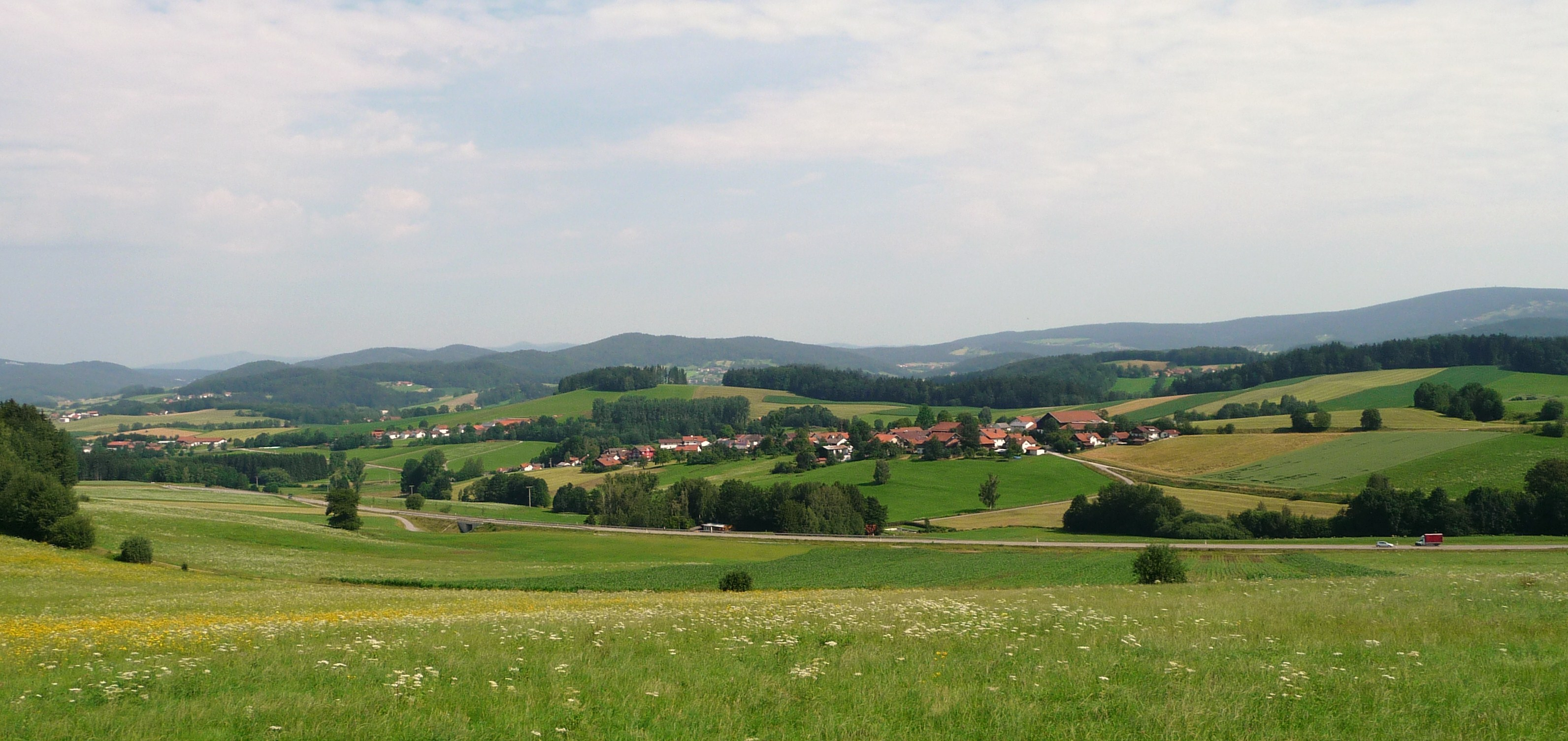
Krajobraz Abteilandu